# Janiculum

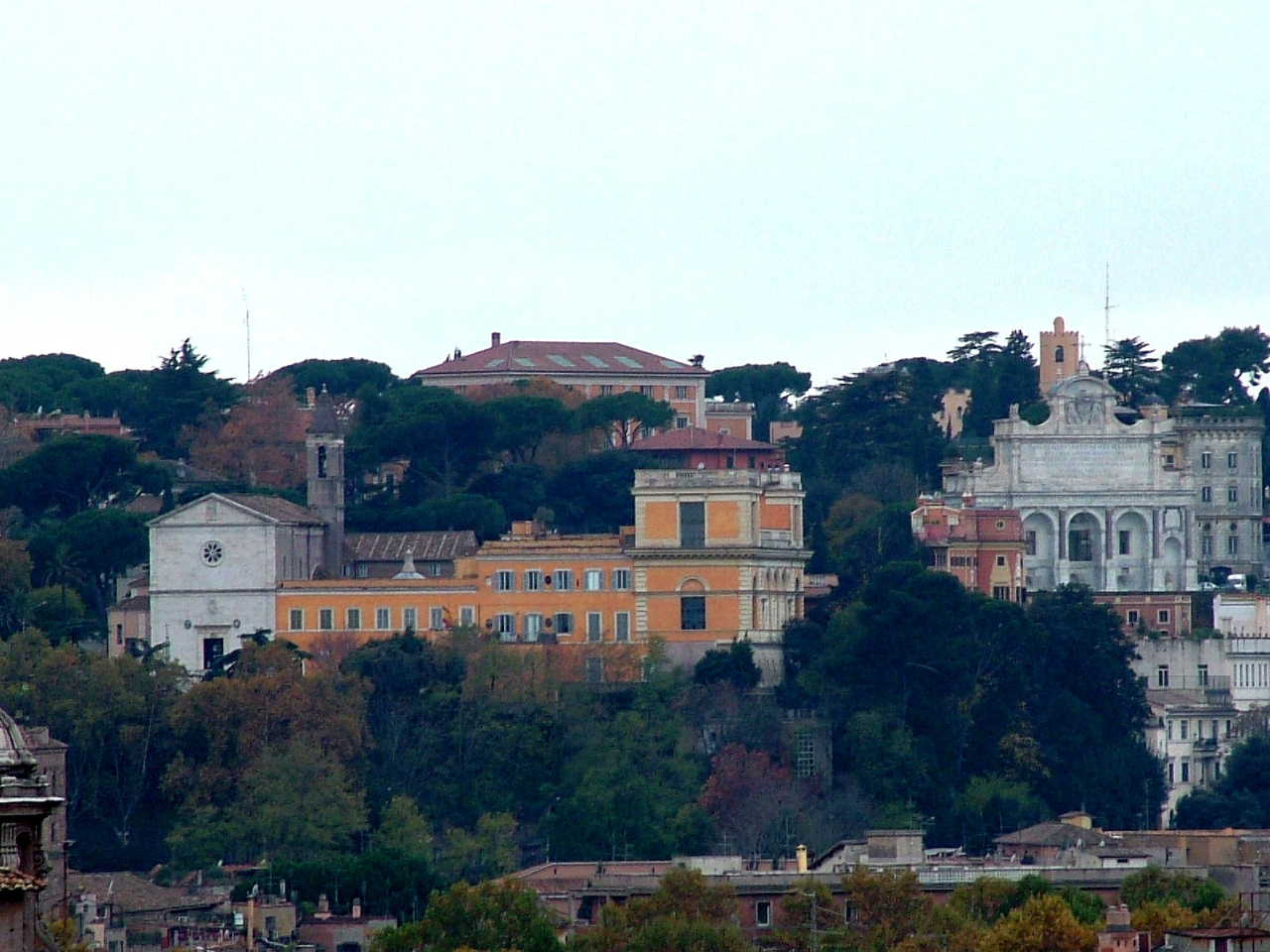
Janiculum

De Janiculum (Latijn: Ianiculum; Italiaans: Gianicolo) is een heuvel in Rome. Zoals Monte Mario en de Vaticaanse heuvel wordt hij - gelegen aan de rechteroever van de Tiber - niet gerekend tot de spreekwoordelijke zeven heuvels van Rome die aan de linkeroever zijn. De heuvelrug ligt ten zuiden van Vaticaanstad, bij Trastevere. De Via del Gianicolo en de Passeggiata del Gianicolo leiden naar de heuveltop.

## Topografie
De Janiculum is de lange heuvelrug op de rechteroever van de Tiber, zich vrijwel geheel in noordelijke richting uitstrekkend van een punt tegenover de Aventijn tot wat nu heet Monte Mario, een afstand van ongeveer 5 kilometer. De heuvelrug maakte deel uit van de zogenoemde ager vaticanus, en werd soms Mons Vaticanus genoemd.
Gescheiden van het plateau er achter door een lang dal, wordt de rug hier en daar onderbroken in het zuiden, westen en noordwesten van het Vaticaan door natuurlijke en kunstmatige valleien. De term Janiculum is nu voorbehouden tot het gedeelte van de rug recht tegenover de stad, van het punt lager dan 100 meter bij de rivier S. Spirito zuidwaarts, een afstand van 2 kilometer. Het hoogste punt van de rug in het grotere deel is het noordeinde, Monte Mario, 146 meter boven zeeniveau, en het hoogste punt binnen de lijn van de Aureliaanse Muur bevindt zich west van de huidige kerk San Pietro in Montorio, 69 meter. Bij de Porta San Pancrazio is ze ongeveer 82 meter hoog en op korte afstand westelijk ongeveer 81. Het hoogste punt bevindt zich met 88 meter bij het standbeeld van Giuseppe Garibaldi. De gemiddelde hoogte boven het Campus Martius is 60 à 70 meter. De heuvelrug is een mariene formatie die behoort tot het Onder-Plioceen en bevat hoofdzakelijk vage grijze mergel, veel toegepast bij de vervaardiging van bouwsteen en aardewerk, en geel zeezand, belangrijk bij bouwwerken.

## Historie
De naam werd gewoonlijk uitgelegd door de bewoners in de betekenis van "de stad van Janus"; soms ook wel als "de haven" . Het verband van de heuvelrug met Janus werd gelieerd aan de aanwezigheid van een godencultuur. Hiervan is niets bewaard gebleven in tegenwoordige tijden, maar het heeft raakvlakken met dat van Fons of Fontus, de bekende zoon van Janus. Naar Plinius was de originele naam van de nederzetting Antipolis (of Pagus Ianiculensis).
Koning Ancus Martius zou de Janiculum versterkt en verdedigbaar gemaakt hebben tegen vijandelijke legereenheden. Gedurende de Republiek was er steeds een garderegiment gevechtsklaar op de heuvel omdat de comitia centuriata haar vergaderingen hield op de campus Martius; er is echter geen bewijs van een fortificatie tot aan de voltooiing van de eerste stenen brug over de Tiber, de pons Aemilius, in 142 v.Chr. Wat er ook gebouwd werd, het stond waarschijnlijk op de top van de heuvel in de nabijheid van de Porta Aurelia in de lijn van de latere Aureliaanse muur. Het was de eerste aanvalspositie voor Marius en Cinna in de burgeroorlogen.

## Trivia
De eerste alinea van Stendhals boek Het leven van Henri Brulard (1835/1890) levert een uitvoerige beschrijving van het uitzicht vanaf de Janiculumheuvel op 16 oktober 1832.
Sinds 24 januari 1904 staat aan de voet van het Garibaldi monument een kanon. Iedere dag om precies 12.00 uur galmt er een kanonschot over de vallei. Dit is nodig om alle kerkklokken van de stad te synchroniseren, die prompt allemaal beginnen te beieren.